# Nagłe zakłócenia jonosferyczne
Nagłe zakłócenia jonosferyczne (ang. SID – Sudden Ionospheric Disturbance) – zakłócenia mocy i fazy sygnału radiowego, wynikające z wysokiej aktywności słonecznej, powodującej zwiększoną jonizację i absorpcję fal radiowych w warstwie D.
Mogą prowadzić do częściowej lub całkowitej utraty łączności na falach krótkich, trwającej od kilku minut do kilku godzin.
Ponieważ zjawisko to polepsza propagację fal bardzo długich (VLF), wykorzystywane jest do wykrywania rozbłysków słonecznych poprzez monitorowanie mocy sygnału odległych nadajników VLF.
Nagłe zakłócenia jonosferyczne odkrył niemiecki fizyk Hans Mögel około roku 1930, jakkolwiek różne odmiany SID poznano dopiero w latach późniejszych.